# Total Divas
Total Divas é um reality show estadunidense que estreou em 28 de julho de 2013 no E!. Anunciado em maio de 2013, além de uma parceria com o E!, o Total Divas dá aos espectadores um olhar para dentro da vida das lutadoras da WWE a partir de seu trabalho dentro da WWE em suas vidas pessoais. Foi anunciado em 14 de agosto de 2013, que o E! ordenou seis episódios adicionais, dando a primeira temporada de um total de 14 episódios.
Ao contrário de outros programas da WWE, as artistas amplamente usam seus nomes reais em vez de seus nomes no ringue.

## Elenco

### Elenco principal
- Brie Bella
- Nikki Bella
- Naomi
- Natalya
- JoJo
- Alexa Bliss
- Paige
- Lana
- Maryse
- Renee Young
- Nia Jax
- Carmella

### Elenco recorrente
- John Cena (namorado de Nikki Bella)[7]
- Daniel Bryan (marido de Brie Bella)[8]
- Jimmy Uso (marido de Naomi)
- Tyson Kidd (marido de Natalya)
- Rusev (marido de Lana)
- Sandra Gray (costureira da WWE)